# Nguyễn Văn Bứa

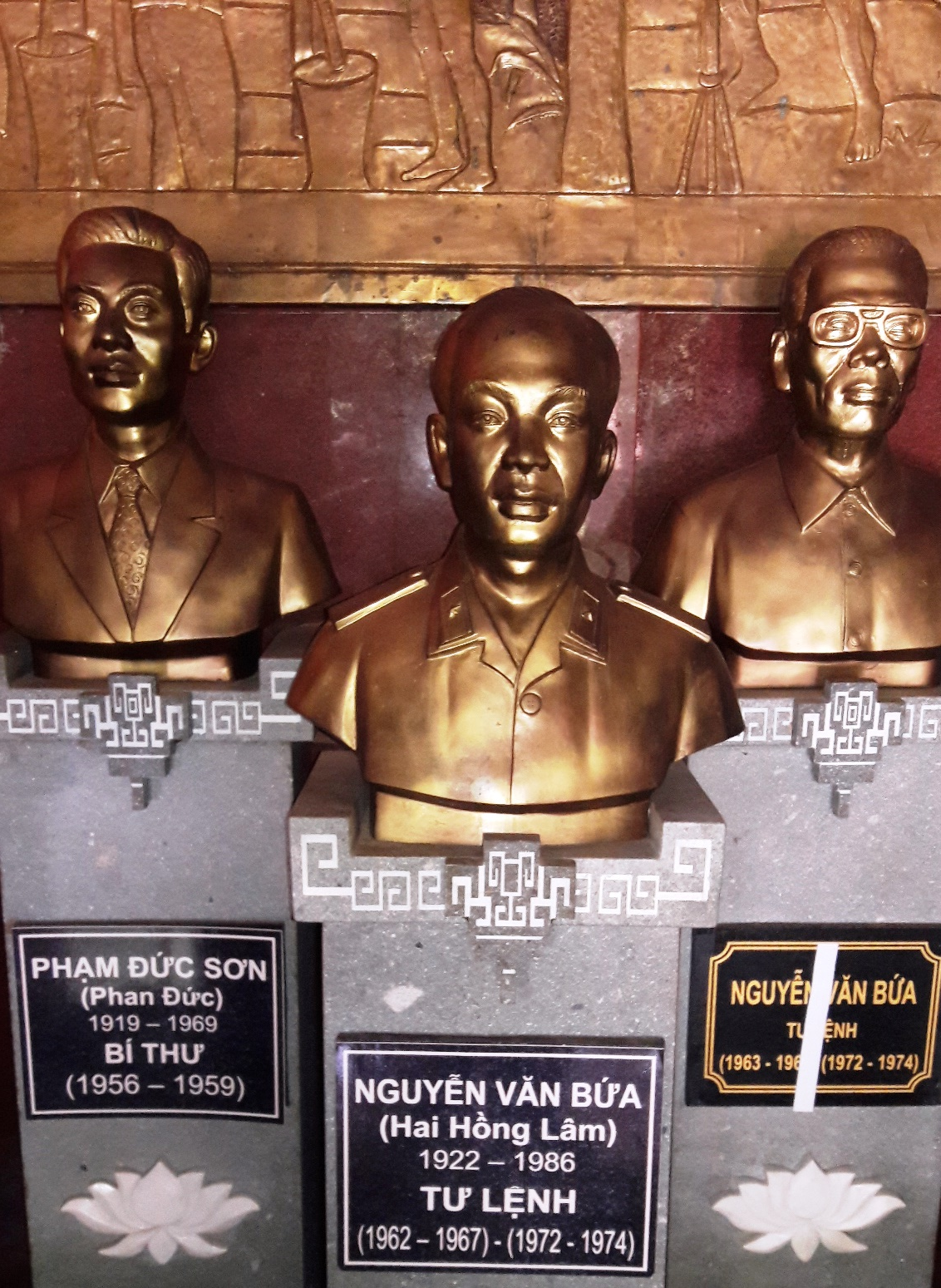
Tượng Nguyễn Văn Bứa tại Chiến khu D

Nguyễn Văn Bứa (1922–1986), bí danh Hồng Lâm, là một tướng lĩnh Quân đội nhân dân Việt Nam, hàm Thiếu tướng. Tên của ông được đặt cho một con đường ở huyện Hóc Môn.

## Thân thế
Ông sinh ngày 20 tháng 5 năm 1922 trong một gia đình trung nông ở làng Tân Mỹ Đông, quận Hóc Môn, tỉnh Gia Định; nay thuộc huyện Củ Chi, Thành phố Hồ Chí Minh.
Sớm tham gia hoạt động cho phong trào Việt Minh, trước Cách mạng tháng 8 năm 1945, ông đã vận động tập hợp thanh niên trong làng thành lập một đội cảm tử do ông làm đội trưởng. Khi Pháp nổ súng tái chiếm Nam Bộ, ông đã chỉ huy 2 tiểu đội vũ trang sáp nhập với lực lượng của ông Tô Ký, chính thức tham gia kháng chiến chống Pháp. Từ đó, ông lấy mốc ngày 23 tháng 9 năm 1945 làm ngày nhập ngũ của mình, với bí danh Nguyễn Hữu Nghĩa.

## Trong kháng chiến chống Pháp
Với tố chất quyết đoán và kiến thức quân sự cơ bản tự học, ông nhanh chóng trở thành một trong những chỉ huy quân sự nổi bật của Việt Minh tại chiến trường ven Sài Gòn. Với cương vị Chỉ huy trưởng Huyện đội Hóc Môn, ông tham gia chỉ huy nhiều trận đánh lớn ở Lạc An (Biên Hòa), bốt cầu bà Hồng (làng Nhị Bình), trận chống càn Bàu Trâm xã An Phú... Sau đó, ông trở thành cán bộ tham mưu Giải phóng quân rồi Liên quân Hóc Môn - Đức Hòa - Bà Điểm, Đại đội trưởng Đại đội 2, Chi đội 12 (tháng 6 năm 1946) (tương đương tiểu đoàn sau này, còn chi đội tương đương trung đoàn), Trưởng phòng Tác chiến Liên khu B, Khu 7 (tháng 3 năm 1947).
Tháng 5 năm 1948, ông được cử làm Trung đoàn phó kiêm Tham mưu trưởng Trung đoàn 312 (được thành lập trên cơ sở phát triển Chi đội 12 Gia Định); sau đó lần lượt giữ các chức vụ Trưởng ban tác huấn Phòng tham mưu 
Khu Sài Gòn – Chợ Lớn (tháng 4 năm 1949), Trung đoàn trưởng Trung đoàn 300 Nam Bộ (tháng 5 năm 1950). Ông cũng làm một trong những chỉ huy của trận tập kích bằng súng cối vào các tàu chiến Pháp trên sông Sài Gòn ngày 18 tháng 3 năm 1950.
Từ giữa năm 1951, Trung ương Cục miền Nam chủ trương sắp xếp lại chiến trường, tổ chức lại lực lượng vũ trang nhằm chống lại có hiệu quả chính sách tập trung bình định và thủ đoạn bao vây chia cắt của Pháp. Tỉnh Bà Rịa và tỉnh Chợ Lớn sáp nhập lại thành tỉnh Bà – Chợ với lực lượng vũ trang tập trung của tỉnh là Tiểu đoàn 300. Ông được cử làm Tỉnh đội phó Bà – Chợ kiêm Chỉ huy trưởng Tiểu đoàn 300. Tháng 5 năm 1953, ông làm chỉ huy Tiểu đoàn vận tải chiến lược 320, làm nhiệm vụ tiếp nhận vận chuyển vũ khí, tiền bạc, chất nổ của Trung ương chuyển vào từ Cù My, La Di, Hàm Tân (Bình Thuận), Xuyên Mộc (Bà – Chợ) về Chiến khu Đ, đưa đón bảo vệ các đoàn cán bộ từ Trung ương vào Nam bộ và ngược lại.
Khi Hiệp định Geneve được ký kết, ông được thăng cấp Trung đoàn trưởng, giữ nhiệm vụ Ủy viên Ban Liên hiệp đình chiến Khu vực Hàm Tân - Xuyên Mộc. Khi đến thời hạn tập kết, ông cùng gia đình lên tàu tập kết ra Bắc.

## Trở lại chiến trường miền Nam
Sau khi tập kết ra Bắc, ông lần lượt giữ các chức vụ cán bộ tham mưu phụ trách quân lực Phòng tham mưu Sư đoàn 330, Trung đoàn phó kiêm Tham mưu trưởng Trung đoàn độc lập 656, Trưởng ban tác huấn Sư đoàn 338, Trung đoàn trưởng Trung đoàn 664 rồi Tham mưu phó Sư đoàn 330. Năm 1959, ông được cử sang theo học tại Học viện Quân sự Nam Kinh (Trung Quốc). Giữa năm 1961, đang chuẩn bị thi tốt nghiệp ở Học viện Quân sự Nam Kinh, ông được Quân ủy Trung ương gọi về cử vào Nam chiến đấu. Ngày 6 tháng 6 năm 1961, ông là Phó đoàn Đoàn cán bộ khung ba quân khu 7, 8, 9 gồm 400 cán bộ từ miền Bắc trở về miền Nam, gọi là Đoàn Phương Đông II, đồng thời là Phó Bí thư Đảng ủy Đoàn.
Tháng 9 năm 1961, ông về lại chiến trường miền Nam với cương vị Chỉ huy phó kiêm Tham mưu trưởng Quân khu miền Đông Quân Giải phóng miền Nam Việt Nam. Lúc này ông lấy bí danh là Nguyễn Hồng Lâm, theo tên con trai ông. Từ tháng 11 năm 1963, ông là Tư lệnh Phân khu 1 Sài Gòn - Gia Định; cuối năm 1964, là Chỉ huy phó chiến dịch Bình Giã. Từ tháng 8 năm 1965, ông là quyền Chỉ huy trưởng Quân khu miền Đông (mặt trận phối hợp) trong chiến dịch Đồng Xoài, Chỉ huy phó chiến dịch đông-xuân 1965 – 1966 và tham gia chỉ huy các cuộc pháo kích sân bay quân sự Biên Hòa, tổng kho Long Bình trong các năm 1964, 1966, 1967.
Mùa thu năm 1967, Quân khu miền Đông (T7) và Quân khu Sài Gòn – Gia Định (T4) giải thể. Ông được chuyển về làm Chỉ huy trưởng Phân khu 1, rồi Chỉ huy trưởng Phân khu 5. Trong sự kiện Mậu Thân, ông chỉ huy các lực lượng tiến công đánh vào hướng Bộ Tổng tham mưu Quân lực Việt Nam Cộng hòa, sân bay Tân Sơn Nhất, kho bom Gò Vấp và các địa bàn vùng ven.
Cuối năm 1969, ông trở lại làm Chỉ huy trưởng Quân khu 7, bao gồm Phân khu 4, tỉnh Bà Rịa –
Long Khánh, luôn cả rừng Sác Đoàn 10, chỉ huy lực lượng Quân Giải phóng tập kích nhiều trận trên dọc
đường 1, đường 15, đường 2 Bà Rịa, giao chiến với nhiều đơn vị thiện chiến của Lục quân Mỹ như Sư đoàn 25 Tia chớp nhiệt đới, Sư đoàn 1 Anh cả đỏ, Sư đoàn kỵ binh bay, Lữ đoàn dù 199, Trung đoàn thiết giáp 11...
Tháng 8 năm 1971, ông được bổ nhiệm giữ chức vụ Phó tham mưu trưởng Bộ Chỉ huy quân sự Miền và một năm sau kiêm giữ trách nhiệm Chỉ huy trưởng Quân khu miền Đông (T1). Năm 1973, ông được rút ra Bắc công tác tại Bộ Quốc phòng. Năm 1974, ông được thăng quân hàm Thiếu tướng.

## Cuộc sống sau chiến tranh
Sau năm 1975, ông được bổ nhiệm làm Phó ban thanh tra Bộ tư lệnh Miền, rồi Phó tư lệnh kiêm Trưởng ban Thanh tra Quân khu 7, Phó Tư lệnh kiêm Cục trưởng Cục Xây dựng kinh tế Quân khu 7. Và từ cuối năm 1984, phụ trách công tác tổng kết chiến tranh, nghiên cứu biên soạn lịch sử quân sự của quân khu. Ông qua đời năm 1986 tại Thành phố Hồ Chí Minh. Tên của ông được đặt cho một con đường ở Thành phố Hồ Chí Minh là đường Nguyễn Văn Bứa.